# Morpho arpi
Morpho arpi är en fjärilsart som beskrevs av Le Moult 1931. Morpho arpi ingår i släktet Morpho och familjen praktfjärilar. Inga underarter finns listade i Catalogue of Life.